# Die altehrwürdige Basilika

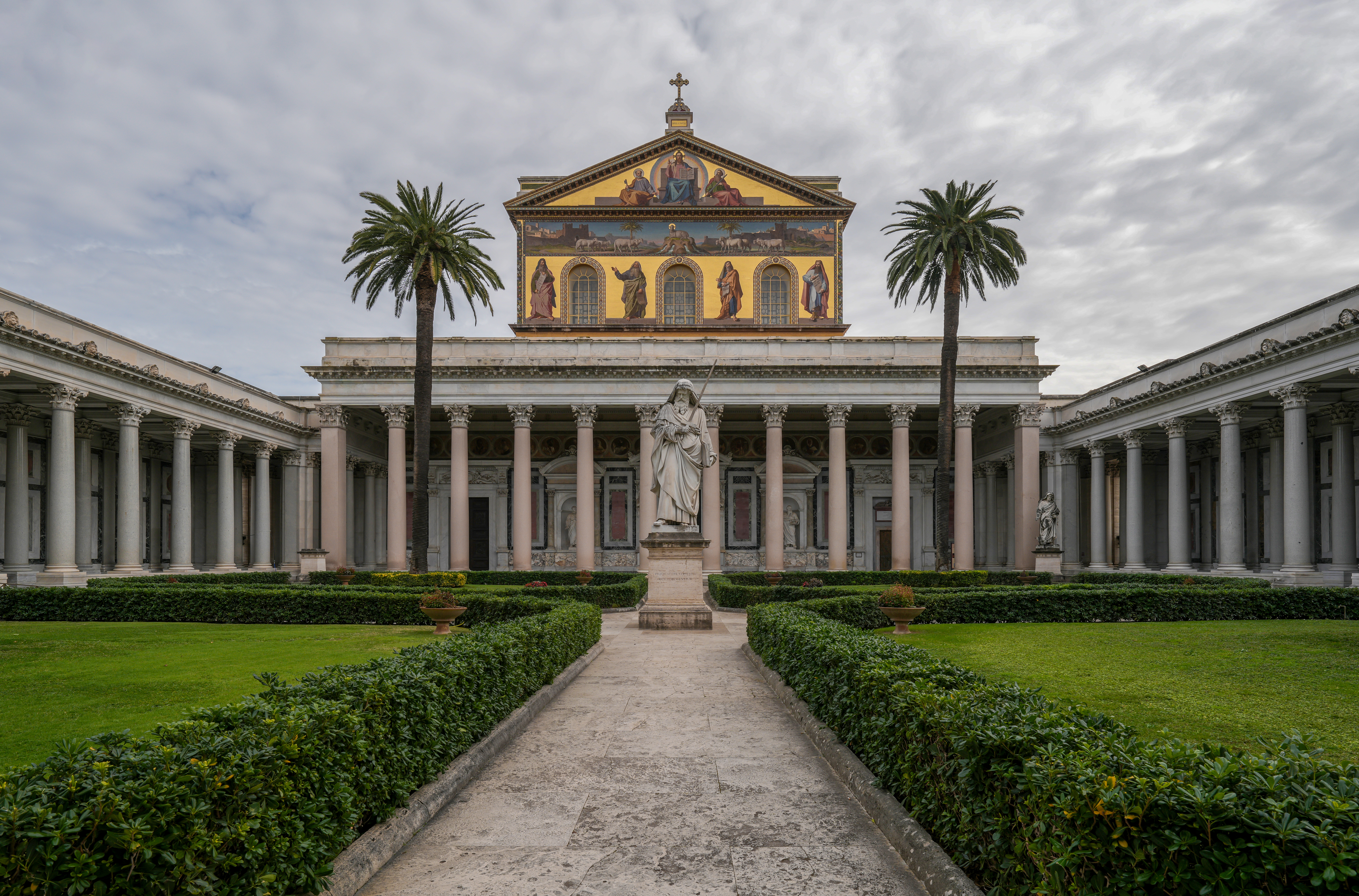
Die Basilika St. Paul vor den Mauern

Mit dem Apostolischen Schreiben Die altehrwürdige Basilika (italienisch: L’antica e venerabile Basilica), die Papst Benedikt XVI. am 31. Mai 2005 in Form einer Motu Proprio veröffentlichte, wurden einige Neuregelungen für die Basilika Sankt Paul vor den Mauern und ihren exterritorialen Bereich festgelegt.

## Einführung
Papst Benedikt XVI. verweist auf die besondere Bedeutung der Basilika, die mit den drei anderen Papstbasiliken Roms, in jedem Heiligen Jahr ein großer Anziehungspunkt und Mittelpunkt für die Wallfahrten waren und sein werden. Seit mehr als dreizehn Jahrhunderten hat die gleichnamige Abtei der Benediktiner die Funktion einer Abteikirche. Seit 1929, infolge der Lateranverträge, übt der Papst über die Gebäude und dem Areal mit dem Gesamtkomplex (exterritorialer Bereich) die zivile Gewalt aus (vergleiche Grundgesetz des Staates der Vatikanstadt). Mit diesem Motu Proprio legt Benedikt XVI. neue „Zuständigkeiten der betroffenen Rechtspersonen und ihr Verhältnis zueinander“ fest.

## Erzpriester und Vikar
Der Erzpriester wird die unmittelbare Jurisdiktionshoheit für die Basilika ausüben. Der Abt der Benediktinerabtei, dessen Wahl vom Papst bestätigt werden muss, wird die Seelsorge übernehmen, des Weiteren wird ein Delegat für die Koordination der Verwaltung bestimmt. Der Ordensobere behält alle ihm obliegenden Rechte und Verpflichtungen zur Leitung des Klosters.

## Aufhebung der Territorialabtei
Der offizielle Name der Abtei lautet seit dem 7. März 2005 „Abtei Sankt Paul vor den Mauern“, somit wurde der Titel Territorialabtei aufgehoben. Hieraus ergibt sich, dass der Erzpriester für die allgemeine Seelsorge innerhalb des exterritorialen Gebietes zuständig bleibt und die territoriale Verantwortung dem Kardinalvikar von Rom übertragen wurde.

## Sonderaufgaben der Benediktiner
Den in der Abtei ansässigen Benediktinern überträgt der Papst das Verwaltungsrecht über die Ausübung des Bußsakramentes und die Durchführung von Veranstaltungen mit ökumenischem Charakter. Darüber hinaus sollen, unter der Oberaufsicht des Erzpriesters, Programme, die gemeinsam mit Benediktinern aus anderen Abteien und in Abstimmung mit dem Päpstlichen Rat zur Förderung der Einheit der Christen, organisiert und koordiniert werden.